# Oligoaeschna pryeri
Oligoaeschna pryeri är en trollsländeart som först beskrevs av Martin 1909.  Oligoaeschna pryeri ingår i släktet Oligoaeschna och familjen mosaiktrollsländor. Inga underarter finns listade i Catalogue of Life.